# Rebecka Belldegrun
Rebecka Belldegrun, född 1950 i Helsingfors i Finland, är en finskfödd israelisk-amerikansk ögonläkare, miljardär, affärskvinna och investerare.

## Tidigt liv och utbildning
Belldegruns föräldrar var Pola och Shlomo Zabludowicz. Hennes yngre bror är Poju Zabludowicz. Hon fick sin medicinska examen från Sackler School of Medicine vid Tel Avivs universitet, och avslutade senare sin Ophthalmic Surgery-residency i Israel, och fick sitt stipendium i hornhinnekirurgi vid Harvard Medical School.

## Karriär
1986 grundade Belldegrun Intertech Corporation, ett New York-baserat fastighetsbolag som specialiserat sig på fastighetsutveckling, investeringar och förvärv. Hon utökade Intertechs verksamheter och innehav till att omfatta intressen inom högteknologi, bioteknik, hotellledning och industriell tillverkning i USA, England, Skandinavien, Östeuropa och Israel. Hon fungerade som verkställande direktör för företaget fram till 2003. 
Belldegrun är VD för Bellco Capital, ett Los Angeles-baserat riskkapitalbolag som hon grundade 2003. Bellco Capital fokuserar på att hitta investeringar och erfaren ledning till företag i tidiga skeden och nystartade företag. Företagets affärstransaktioner omfattar internationella private equity-investeringar inom detaljhandel, högteknologi, bioteknik och fastigheter.

## Styrelsemedlemskap
Belldegrun är medlem i ett antal styrelser, däribland:
- BabyFirstTV – regissör
- Brentwood School – ordförande emeritus i styrelsen
- California Institute of Technology – förvaltare
- Los Angeles County Museum of Art, LACMA – förvaltare
- Institutet för Strategic Threat Analysis and Response vid University of Pennsylvania – medlem av den externa rådgivande nämnden
- LSM vid University of Pennsylvania – medlem av den rådgivande nämnden[2]
- Kronos Bio
- Breakthrough Properties

Tidigare var Belldegrun medlem i följande styrelser:
- Columbia University – ledamot av besöksstyrelsen
- Interdisciplinary Center Herzliya – ledamot i styrelsen
- RAND Corporation – medlem av den rådgivande nämnden
- USC Center on Public Diplomacy – medlem av den rådgivande nämnden

## Privatliv
Belldegrun är gift med Arie Belldegrun och tillsammans har de fyra barn. De bor i Bel Air, en välbärgad stadsdel i Los Angeles.
År 2021, i sin årliga rankning av de rikaste människorna i Israel, rankade Forbes Israel Rebecka och Arie Belldegrun på 36:e plats med ett personligt nettovärde på 1,75 miljarder dollar. De har donerat över $1 miljon till University of Pennsylvania School of Arts and Sciences, och har donerat en skulptur värd $5 miljoner till LACMA.